# 亞歷山大·米特羅維奇 (足球運動員)
亞歷山大·米特羅維奇（發音：[aleksǎːndar mǐtroʋitɕ] ⓘ；1994年9月16日—）是一位塞爾維亞足球運動員，在場上的位置是前鋒。現效力於沙特职业足球联赛球隊希拉爾。他也代表塞爾維亞國家隊參賽。

## 球会生涯
米特罗维奇出生于斯梅代雷沃。他进入帕尔蒂赞的青年系统。在被提拔到一线队之前，他在2011-12赛季在附属球队Teleoptik首次亮相，在25场联赛中打入7球。

### 安德莱赫特
2013年8月12日，米特罗维奇被卖给了安德莱赫特，转会费为500万欧元，这是安德莱赫特的签约费记录。9月1日，在对阵Zulte Waregem的联赛中，米特罗维奇在下半场开始时替补上场，提供了两次助攻。

### 纽卡斯尔联队
2015年7月21日，米特罗维奇以一份为期五年的合同加入纽卡斯尔联队，据说是1300万英镑。8月9日，纽卡斯尔在圣詹姆斯公园球场以2-2战平南安普顿开始新赛季，他代替帕皮斯·西塞踢了最后15分钟，完成首次亮相。20天后，在主场1-0击败阿森纳的比赛中，他在第15分钟因对弗朗西斯·科奎林犯规而被罚下场。10月3日，米特罗维奇在纽卡斯尔客场对阵曼城6-1的失利中打进了他的首个进球。

### 富勒姆队
2018年2月1日，米特罗维奇租借加盟英冠俱乐部富勒姆，直到本赛季结束。2月3日，米特罗维奇在2-0战胜诺丁汉森林的比赛中首次亮相。2月21日，米特罗维奇在1-1战平布里斯托尔城的比赛中打进了他在俱乐部的首个进球，开启了他在4场比赛中打进6球的状态。在富勒姆4月份的6场比赛中，米特罗维奇进了5个球，包括对谢菲尔德星期三和桑德兰的胜利进球。由于他在3月和4月的多产状态，他连续两次成为英冠月最佳球员。

#### 2021-22赛季
在富勒姆重返英冠之后，米特罗维奇被新任主教练马尔科·席尔瓦重新纳入首发阵容，在8月，他连续4场比赛打进4球。在月底，他再次续约，合同持续到2026年夏天。9月29日，米特罗维奇在主场3-1战胜斯旺西的比赛上演了他本赛季的首个帽子戏法。他在本赛季的出色开局一直持续到10月份，他打进8个球，包括另一个帽子戏法（对西布罗姆维奇），他的努力赢得了本月最佳球员奖。
2022年1月15日，米特罗维奇在主场6-2大胜布里斯托尔城的比赛中上演了他本赛季的第三个帽子戏法，使他在24场比赛中的进球数达到27个。2月12日，米特罗维奇在战胜赫尔城的比赛中打入本赛季的第31个进球，追平了前一年伊万·托尼在还剩16场比赛的情况下，创造的英冠赛季进球最多的纪录。9天后，他打破纪录，在主场2-1战胜彼得伯勒联的比赛中打入本赛季第32和33个进球。
2022年4月19日，米特罗维奇在主场3-0战胜普雷斯顿的比赛中打入本赛季第39和40个进球。4月24日，米特罗维奇在年度EFL颁奖典礼上被选为英冠赛季最佳球员。他与富勒姆的队友托辛·阿达拉比奥、安东尼·罗宾逊和哈里·威尔逊一起入选了赛季最佳阵容。
在5月2日7-0战胜卢顿镇的比赛中，米特罗维奇打进两球，追平并随后打破了盖伊·惠廷厄姆在46场比赛中打进43球的英格兰联赛赛季最高进球纪录。这场胜利也确保富勒姆成为英冠冠军。

#### 2022-23赛季
2022年8月6日（英超第1輪）米特罗维奇上半場打进1球，下半場又罰進1個12碼，帮助球队出人意料地以2-2战平來犯的利物浦。
2023年8月19日，米特罗维奇官宣加盟沙特球队利雅得新月，转会费为5800万欧元。

## 国家队生涯
米祖域曾代表塞尔维亚U-19队在2013年拿下欧洲U-19锦标赛冠军，入选当届比赛的最佳球员。他还代表塞尔维亚参加2018年足球世界杯。在其职业生涯中，他曾代表国家队出场60多次。2014年世界杯预选赛对阵比利时的比赛中，他出色的表现受到教练施尼沙·米赫洛域的赏识，成为塞尔维亚国家队的一员。

## 榮譽

### 球會
貝爾格萊德游擊隊
- 塞爾維亞足球超級聯賽冠軍：2012–13

安德列治
- 比利時甲組聯賽冠軍：2013–14
- 比利時超級盃冠軍：2014

紐卡素
- 英格蘭足球冠軍聯賽冠軍：2016–17

富勒姆
- 英格蘭足球冠軍聯賽冠軍：2021–22[3]
- 英格蘭足球冠軍聯賽附加賽冠軍：2018、2020年

 希拉爾
- 沙特超級盃冠軍：2023[4]
- 沙烏地職業足球聯賽冠軍：2023–24

### 國家隊
塞爾維亞U19
- 歐洲U-19足球錦標賽冠軍：2013年

### 個人
- 歐洲足協國家聯賽最佳射手：2018–19賽季
- 英冠最佳得分手：2019–20賽季
- 塞爾維亞足球先生：2018年